# 特羅斯堅斯科耶湖

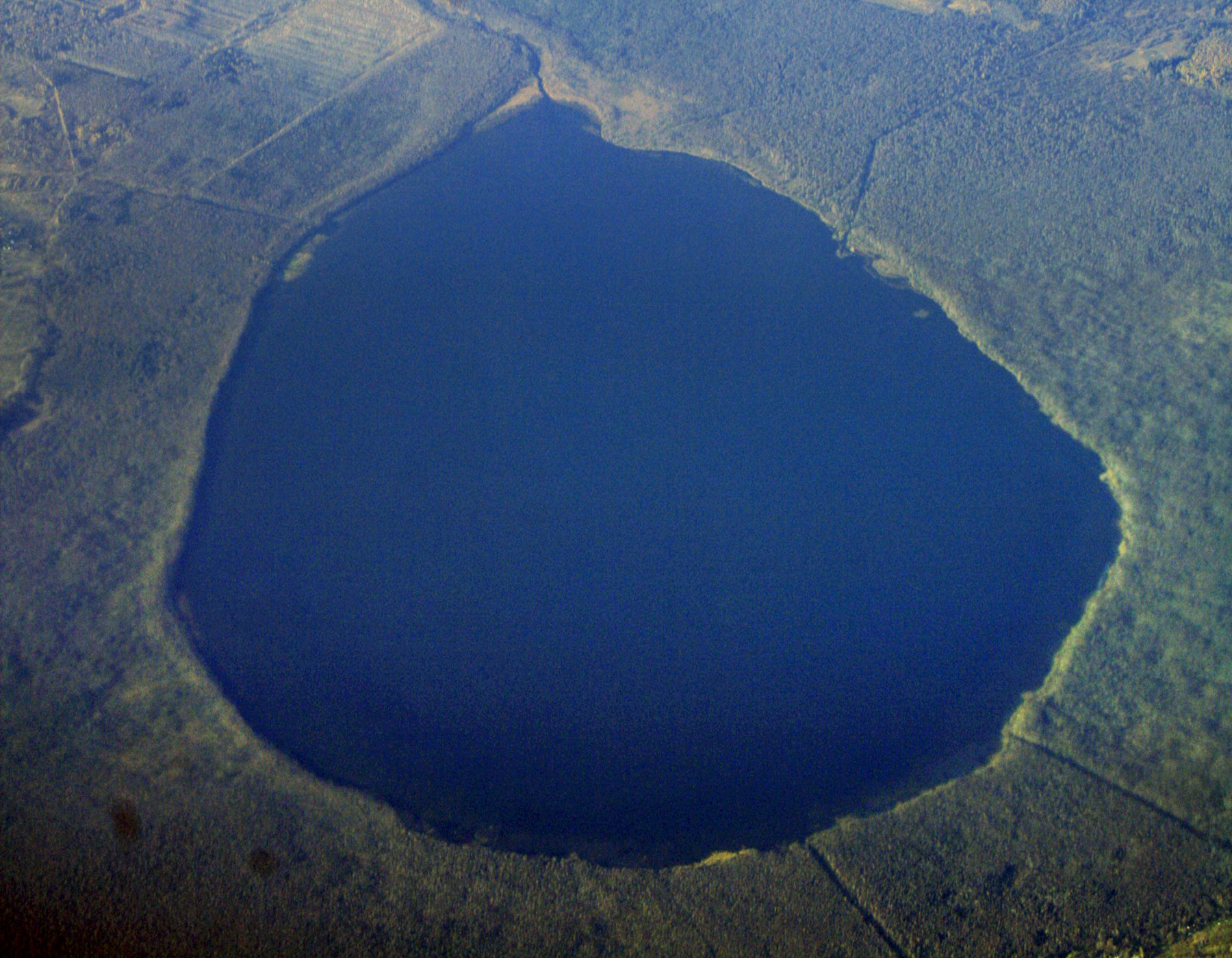

55°52′1″N 36°29′6″E / 55.86694°N 36.48500°E
特羅斯堅斯科耶湖（俄语：Тростенское озеро），是俄羅斯的湖泊，位於該國西部，由莫斯科州負責管轄，長3.5公里、寬2.1公里，面積5.28平方公里，海拔高度195米，平均水深1.1米，最大水深3.5米。